# The Other Man
The Other Man er en amerikansk stumfilm fra 1916.

## Medvirkende
- Roscoe 'Fatty' Arbuckle
- Charles Avery
- Joe Bordeaux
- Minta Durfee
- Horace Haine